# DUB-Mechaniker
DuB-Mechaniker, eigentlich "Mechaniker/Mechanikerin für Datenverarbeitungs- und Büromaschinen", war ein Ausbildungsberuf in der DDR.
DuB-Mechaniker wurden als Facharbeiter bis 1990 in Betrieben des Informationstechnikerhandwerks und in Unternehmen, die Produkte und Dienstleistungen der Informations- und Kommunikationstechnik verkaufen (wie zum Beispiel dem VEB Kombinat Robotron) ausgebildet und beschäftigt. In den Jahren 1976 bis 1986 gab es darüber hinaus unterschiedliche Spezialisierungsrichtungen.

## Tätigkeitsprofil
- Herstellung von Einzelteilen für die Montage von Rechnern, Kopiergeräten und Rechenmaschinen (in den späten 80er Jahren auch Montage von Computern)
- Montage von Baugruppen oder Komplettgeräten
- Funktionstests von Rechnern, Kopiergeräten und Rechenmaschinen
- Prüfgeräte- oder Musterbau

## Vergleichbare Berufe
- Büromaschinenmechaniker
- Büroinformationselektroniker
- Informationselektroniker - Bürosystemtechnik
- Informationselektroniker